# Дорогой Фрэнки
«Дорогой Фрэнки» (англ. Dear Frankie) — британский художественный фильм Шоны Ауэрбах, снятый в 2004 году. Фильм был номинирован на премию «BAFTA» и удостоен призов международных кинофестивалей в Монреале и Сиэтле.

## Сюжет
Лиззи со своей матерью Нелл и девятилетним глухим сыном Фрэнки постоянно переезжает с места на место, чтобы скрыться от агрессивного бывшего мужа Дэйви. Их новым домом становится шотландский город Гринок. Лиззи долгие годы поддерживает для сына миф о том, что его отец — моряк, служащий на корабле «Аккра». Для этого она регулярно пишет Фрэнки письма от имени Дэйви, которого он никогда не видел. Когда «Аккра» на несколько дней прибывает в местный порт, Лиззи вынуждена нанять незнакомца, который исполнит роль отца Фрэнки.

## В ролях
- Джек Макэлхоун — Фрэнки
- Эмили Мортимер — Лиззи
- Джерард Батлер — незнакомец
- Шэрон Маккензи — медсестра
- Кэти Мерфи — мисс МакКендзи
- Софи Мэйн — девушка
- Мэри Риггэнс — Нелл
- Шэрон Смолл — Мэри

## Интересные факты
- Джек Макэлхоун был в первой группе детей, прослушанных Шоной Ауэрбак на роль Фрэнки. Он обошёл более ста претендентов на эту роль.
- Когда режиссёр фильма, Шона Ауэрбак, встретила Джерарда Батлера, она поняла, что он идеально подходит на роль Незнакомца, хотя персонаж не был прописан в сценарии вплоть до начала съёмок.
- Джерард Батлер был утверждён на роль Незнакомца без прослушивания.